# Ethel Bellamy
Ethel Frances Butwell Bellamy (Oxford, 17 de novembro de 1881 – Weymouth, Dorset, 7 de dezembro de 1960) foi uma astrônoma e sismologista inglesa. Ajudou a catalogar a posição de mais de um milhão de estrelas.
Foi membro da British Astronomical Association e eleita fellow da Royal Astronomical Society em 1926. Morreu em Weymouth, Dorset em 7 de dezembro de 1960.